# Nāḩiyat al Ḩawāsh
Nāḩiyat al Ḩawāsh (arabiska: ناحية الحواش) är ett subdistrikt i Syrien.   Det ligger i provinsen Homs, i den västra delen av landet, 140 km norr om huvudstaden Damaskus.
Trakten runt Nāḩiyat al Ḩawāsh består till största delen av jordbruksmark. Runt Nāḩiyat al Ḩawāsh är det glesbefolkat, med 14 invånare per kvadratkilometer.